# Composition française
Composition française, sous-titré Retour sur une enfance bretonne, est un essai sur les identités, bretonne et française, de l'historienne Mona Ozouf, ouvrage  paru chez Gallimard en 2009. Dans ce livre, elle décrit son enfance bretonne, « ballottée entre la religion et la méritocratie laïque, l’imaginaire celtique et le messianisme républicain ».
Dans la première partie l'autrice y décrit sa famille, et ses valeurs, sa mère et sa grand-mère bretonnantes, son père qui a appris la langue et qui milite pour elle. Puis elle raconte son parcours, qui l'a conduit de l'école communale de Plouha, en passant par le collège de Saint-Brieuc et l'hypokhâgne de Rennes, jusqu'à son départ de Bretagne et son adhésion au Parti communiste, à 21 ans.
Dans ces pages, elle évoque sa grand-mère, sa mère institutrice, Renée Guilloux, son professeur de troisième, et Louis, l'époux de celle-ci, qui lui fait lire l'Étranger de Camus et les Lettres françaises,. 
Elle décrit une enfance bretonne, entre sa famille qui l'élève en breton — le père, Yann Sohier, mort alors qu'elle n'a que quatre ans, est militant régionaliste et attaché à la conservation de la langue bretonne —, l'Église et l'école française où, fille de « hussards noirs de la République », selon le mot de Charles Péguy, elle se construit au contact des valeurs républicaines. Ce triple héritage la conduit « à porter un jugement nuancé sur l'affrontement actualisé entre universalisme et communautarisme ».
L'ouvrage a reçu le prix du Mémorial, grand prix littéraire d'Ajaccio en 2009.

## Identité bretonne
L'identité bretonne est l'un des thèmes principaux de la première partie de l'ouvrage. L'autrice écrit: "L'identité bretonne, incarnée pour moi à la maison par la personne de ma grand-mère et quotidiennement vécue à ses côtés, était aussi lue, apprise, voulue." (page 73). Mona Ozouf détaille les ouvrages bretons contenus dans la bibliothèque familiale (chapitre III, notamment le Barzaz Breiz), et mentionne les deux livres en langue bretonne qu'elle a lus dans son enfance (Jakez Riou, L'Herbe de la Vierge et François Le Lay, Bilzig).

## Langue bretonne
L'autrice indique que sa mère et sa grand-mère, toutes deux bretonnantes, communiquent en breton, et que son père, également bretonnant, lui apprend à lire en breton.